# Duindoornmijt
Duindoornmijt (Aceria hippophaena) is een mijt in de familie Eriophyidae. De mijt veroorzaakt gallen op de bladeren van de duindoorn. Hij leeft monofaag. 

## Voorkomen
De soort komt voor alleen voor in Europa.